# Radio Jard
Radio Jard – rozgłośnia radiowa z siedzibą w Białymstoku. 
Nazwa utworzona jest ze skrótu pierwszych trzech liter imienia i pierwszej litery nazwiska właściciela, Jarosława Dziemiana. Radio Jard należy do spółki JARD Dziemian i Wspólnicy sp. j. (dawniej Przedsiębiorstwa Wielobranżowego „JARD”). W połowie 1996 roku „JARD” złożył wniosek o udzielenie koncesji na radio komercyjne. Krajowa Rada Radiofonii i Telewizji przyznała koncesję w kwietniu 1997, a pierwszy program nowego radia „JARD 89,2 FM” wyemitowano 5 lipca 1997 roku.
Radio Jard nadaje:
- Białystok – 89,2 MHz, moc 3 kW ERP
- Bielsk Podlaski – 95,5 MHz, moc 4 kW ERP
- Ełk – 90,1 MHz, moc 1 kW ERP